# 國立永靖高級工業職業學校
國立永靖高級工業職業學校，簡稱YJVS、永靖高工或永工，是一所位於台灣彰化縣永靖鄉的技術型高級中等學校，創立於1935年3月30日。

## 校史
- 1935年3月30日：成立員林農業國民學校〔二年制〕。
- 1941年5月： 改制為員林實踐農業學校。
- 1946年3月：改制為台中縣立永靖初級農業職業學校。
- 1950年10月：因行政區劃分，更名為彰化縣立永靖初級農業職業學校。
- 1959年9月：試辦高農部。
- 1961年8月：附設北斗中學永靖分部，兼辦初中。
- 1965年11月：改制為彰化縣立永靖農業職業學校，停招初農部改辦五年制園藝科。
- 1968年8月：改制為彰化縣立永靖高級農工職業學校，招收建築製圖科學生。
- 1969年8月：改制為台灣省立永靖高級農工職業學校，招收化工科學生。
- 1971年8月：招收機工科、機械製圖科、建築科學生。
- 1972年8月1日：改制為台灣省立永靖高級工業職業學校，招收電機科學生。
- 1981年8月：增辦走讀式〔台糖〕建教合作班。
- 1985年8月：增辦實用技能班。
- 1986年8月：奉准設立臺灣省立永靖高級工業職業學校附設高級工業職業進修補習學校。
- 2000年2月：配合臺灣省政府功能業務與組織調整政策，校名改為國立永靖高級工業職業學校。

## 歷任校長
- 第一任：陳其意（1945年—1946年）
- 第二任：林植藩（1946年—1963年）
- 第三任：林克禮（1963年—1980年）
- 第四任：陳景嵩（1980年～1989年）
- 第五任：邱贊坤（1989年～1993年）
- 第六任：吳文立（1993年～1999年）
- 第七任：陳芳良（1999年～2004年）
- 第八任：周江賜（2004年～2008年）
- 第九任：唐建雄（2008年～2009年）
- 第十任：粘淑真（2009年～2016年）
- 第十一任:許榮添(2016年～2024年）

## 教學單位
- 室內空間設計科(每學年開設1班)
- 建築科(每學年開設1班)
- 化工科(每學年開設2班)
- 機械科(每學年開設2班、第3年開設3班)
- 製圖科(每學年開設1班)
- 電機科(每學年開設2班)
- 資訊科(每學年開設1班)

## 實用技能學程
- 廣告技術科
- 化工技術科
- 電機修護科
- 微電腦修護科
- 機械加工科
- 營造技術科
- 電腦繪圖科

★101學年度前每學年開設2科，102學年度起每學年開設1科

## 傑出校友
- 黃石城：現任環宇國際文化教育基金會、臺灣傳統基金會董事長，曾任彰化縣縣長、行政院政務委員、中選會主委。
- 朱億宗：SBL籃球員，目前效力台灣啤酒籃球隊。
- 蕭景田：現任總統府國家年金改革委員會委員，曾任彰化縣議會副議長、立法委員、社頭鄉長。
- 謝文苑：前中央警察大學教官。
- 蕭如意：現任彰化縣議員，曾任社頭鄉長。
- 吳春山：麗明營造董事長，創辦人，常為本校建築科挹注獎學金。

## 外部連結
- 國立永靖高級工業職業學校網址（页面存档备份，存于）